# Jagelló Anna lengyel királyi hercegnő
Jagelló Anna (Krakkó, 1515. július 1. – Krakkó, 1520. május 8.) lengyel királyi hercegnő, a Jagelló-ház lengyel ágának sarja.

## Élete
I. Zsigmond lengyel király és Szapolyai Borbála másodszülött leányaként született 1515-ben. Apai nagyszülei IV. Kázmér lengyel király és Habsburg Erzsébet, anyai nagyszülei Szapolyai István magyar nádor és Hedvig tescheni hercegnő voltak. Nővére, Hedvig 1535-ben II. Joachim brandenburgi választófejedelemhez ment feleségül. Anyai nagybátyja, Szapolyai János 1526-ban a magyar trónra jutott, és 1539-ben Anna hercegnő féltestvérét, Izabella hercegnőt vette feleségül.
Anna hercegnő három hónapos korától félárva volt, anyja ugyanis 1515 októberében váratlanul meghalt. Apja 1518-ban újranősült; I. Miksa német-római császár ajánlására Bona Sforza milánói hercegnőt vette feleségül, akitől hat gyermeke született. Anna hercegnő az ötödik születésnapja előtt két hónappal, 1520. május 8-án meghalt. Krakkóban temették el május 25-én.